# Svenska Tennisförbundet
Svenska Tennisförbundet er et specialforbund, og det styrende organ for tennis i Sverige. Det blev grundlagt 26. november 1906 som Svenska Lawn-tennisförbundet, og skiftede navn til det nuværende i 1941.
Forbundets medlemmer tæller omkring 420 svenske tennisklubber. Hovedkvarteret ligger på samme adresse som Kungliga Tennishallen i Stockholm.